# 금호석유화학
금호석유화학(錦湖石油化學)은 대한민국의 화학소재 제조 기업으로 금호석유화학그룹의 주축을 이루는 회사다.

## 주요 사업

2011년 준공한 금호석유화학의 세 번째 합성고무공장 '여수고무제2공장'

- 합성고무: 범용 합성고무제품(스타이렌부타디엔고무)과 BR(부타디엔고무)합성고무 SSBR과 NdBR, 의료용 장갑소재 NB 라텍스, 중온화 아스팔트 첨가제 등 합성고무 제품라인 보유[1]
- 합성수지: 자동차, 가전제품, 식품용기, 건자재 등 산업용 및 생활용 플라스틱 수지 제품 보유. 단열재 소재 블랙 EPS(에너포르) 보유 (제품: GPPS, HIPS, ABS, EPS, PPG)
- 정밀화학: 고무 제품의 안정성과 내구성을 높이는 고무약품. 합성고무 제품군
- CNT: 탄소나노튜브
- 에너지: 열병합발전소 운영을 통해 스팀 및 전기 생산.
- 건자재: ABS창호

## 주요 연혁

환하게 웃는 금호석유화학 직원들

- 1970. 12. 한국합성고무공업 설립 (삼양타이어 50%, 미쓰이물산 50%)
- 1973. 06. 합성고무공장 준공(울산), SBR(스타이렌부타디엔고무, 25만t) 생산
- 1976. 08. 세계합성고무생산자협회(IISRP) 가입
- 1976. 12. 금호화학 설립(금호피앤비화학 전신)
- 1980. 06. 두 번째 합성고무공장 준공(여수고무제1공장), 부타디엔고무(BR) 생산 개시
- 1980. 09. SBR 최초 수출(싱가포르, 21t)
- 1985. 06. 금호화학과 한국합성고무공업 합병, 금호석유화학으로 상호 변경
- 1985. 06. 금호EP고무 설립(금호폴리켐 전신)
- 1987. 06. 금호몬산토 설립(정밀화학 사업)
- 1987. 12. 기업 공개(IPO)
- 1989. 03. 금호미쓰이도아쓰 설립(금호미쓰이화학 전신)
- 1993. 07. 첫 해외사무소 개소(인도네시아 자카르타)
- 1997. 07. 열병합발전소 준공(에너지 사업)
- 1998. 10. 아산 전자화학공장 준공(전자소재 사업)
- 2001. 01. 금호케미칼 흡수합병(합성수지 사업)
- 2005. 11. 금호개발상사 계열사 편입(2000.9. 설립)
- 2008. 06. 금호석유화학상해무역유한공사 설립
- 2009. 09. 금호티앤엘 설립
- 2009. 12. 금호석유화학 자율협약절차
- 2011. 02. 세 번째 합성고무공장 준공(여수고무제2공장)
- 2011. 03. 예산건자재공장 준공(건자재 사업)
- 2011 .04. IISRP(세계합성고무생산자협회) 서울총회 개최 (전 세계 61개 기업 참여)
- 2011. 12. 무역의날, 30억불 수출의 탑 수상
- 2012. 05. 금호석유화학 기업신용등급 BBB+에서 A-로 상향
- 2012. 09. 금호석유화학 및 화학계열사, 본사 이전(수표동 시그니쳐타워)
- 2012. 12. 금호석유화학, 채권은행 공동관리 종료
- 2013. 05. 코리아에너지발전소 지분 인수, 태양광 발전사업 진출
- 2013. 12. 탄소나노튜브 상업생산 시작
- 2014. 11. 금호석유화학, 통상임금 확대한 임단협 체결
- 2015. 12. 12번째 세계일류상품 추가(페놀계 첨가제, BPA, MIBK)
- 2016. 03. 여수제2에너지 증설 완료
- 2016. 03. 금호석유화학, 여수공장 최장 무재해 기록 달성 (18배수, 4,754일)

## 경영 이슈

### 형제의 난 (2009.6.15)
대우건설(2006년)과 대한통운(2008년) M&A를 통한 금호아시아나그룹의 무리한 외형 확장에 대해 박찬구 금호석유화학 회장은 책임자 엄중 문책과 대한통운 매각 등을 수 차례 건의하나 박삼구 그룹회장은 이를 모두 묵살. 2009년 초 금호아시아나그룹의 유동성 위기가 금호석유화학에까지 미칠까 우려한 박찬구 그룹회장은 박삼구 그룹회장과 결별하기 위해 계열분리 준비 착수. 6월 12일 박찬구 회장은 박삼구 그룹회장에게 공동경영합의 해지를 통보하고, 6월 15일 박인천 창업회장 기일에 맞춰 금호건설 지분을 매각(장내매매)하고 금호석유화학 지분을 장내매수(10.01% -> 18.47%). 박삼구 그룹회장 부자도 그룹 계열사들에게 금호건설 지분을 떠넘기며(시간외매매) 금호석유화학 지분을 추격 매수. 7월 28일, 박삼구 그룹회장은 2009년 7월 28일 임시이사회를 소집하고 박찬구 대표이사 해임 안건을 추가 안건으로 상정하여 박찬구 회장의 대표이사직을 박탈하고 본인 또한 그룹 회장직을 사임하는 동반 퇴진 발표. 동시에 전문 경영인체제로 전환하며 박찬법 부회장을 제5대 그룹회장으로 선임. 박삼구 회장은 그룹 회장직에서는 물러났다고 발표하면서도 채권단과의 관계를 고려하여 6개 계열사의 대표이사직은 그대로 유지하겠다고 하여 사실상 경영권을 포기하지는 않은 셈. 본 형제의 난은 박삼구 회장의 승리로 끝나는 듯 하였으나 대우건설 매각발표에도 불구하고 금호그룹의 유동성 위기는 계속되어 2009년 12월 말 부도설이 돌면서 결국 2010년 1월 5일 금호아시아나그룹은 워크아웃을 선언하게 됨. 이후 채권단은 금호석유화학의 경영권을 박찬구 박준경 부자 및 고 박정구 회장의 장남 박철완에게 인정함으로써 사실상 박찬구 회장의 판정승으로 일단락 됨. 2011년 박찬구 회장에 대한 검찰 수사가 시작되면서 세간에서는 2009년의 본 사건을 제1차 형제의 난으로 칭함.

### 채권단 자율협약 (2010.2 ~ 2012.12)
2009년 6월 금호아시아나그룹이 유동성 위기로 채권은행들과 재무구조개선 약정을 체결한 후, 금호그룹은 대우건설을 산업은행에게 되팔기로 결정하였으나 유동성 위기와 신용하락이 지속되어 2009년말 사실상 워크아웃에 들어가게 된다. 2010년 1월 5일 산업은행은 금호그룹의 워크아웃 주관은행으로서 금호그룹 워크아웃을 선언하고 워크아웃에 들어갈 계열사 선별작업과 대주주와의 합의를 진행하게 된다. 2010년 2월 초 재무상태가 나았던 금호석유화학과 아시아나항공은 '채권단 자율협약'으로 분류되고 부실이 제일 심했던 금호타이어와 금호산업은 워크아웃에 들어가면서 대주주 및 계열사간 지분은 100:1 감자(사실상 대주주 지분 소각)를 결정한다. 또한 박삼구 박세창 부자는 금호타이어의 대표이사를 맡도록 하고, 박찬구 박준경 부자 및 고 박정구 회장의 장남 박철완은 금호석유화학을 공동 경영하도록 한다. 금호산업과 아시아나항공은 박삼구 회장에게 경영권을 위임하여 사실상 그룹을 2개로 분리 경영하도록 결정. 금호석유화학은 채권단의 결정에 따라 3월 박찬구 회장이 이사회에서 대표이사로 재선임 됨에 따라 정식으로 경영에 복귀하고, 2년 간의 노사 임금동결, 자산 매각, 세 번째 합성고무공장 준공, 新 비전(Vision 2020) 발표 등으로 2012년말 금호아시아나그룹 중에서 가장 먼저 자율협약을 졸업한다. 경영정상화를 통해 부채비율은 2009년말 498%에서 2012년말 166%로 낮아지고, 신용등급은 BBB-에서 역대 최고 등급인 A-로 상향된다.

### 계열제외소송 (2011.3)
2011년 3월, 금호석유화학은 대한민국 공정거래위원회에 대주주가 계열사 지분을 소유하지 않고 있던 금호타이어와 금호산업을 금호아시아나그룹으로부터 제외해달라고 '계열제외'신청을 한다. 2010년 2월 워크아웃 당시 채권단과의 합의에도 불구하고 박삼구 회장은 당시 약 10%의 금호석유화학 지분을 보유하고 있었고 이 때문에 금호석유화학은 금호아시아나그룹에서 분리할 수 없었기 때문이다. 따라서 같은해 6월, 공정위는 금호타이어 금호산업 두 회사가 계열제외를 위한 지분율 조건은 충족하나 계열주인 박삼구 회장이 사실상 지배하고 있다고 판단하여 금호아시아나그룹의 계열사에서 제외할 수 없다고 발표한다. 7월, 금호석유화학은 공정위의 판단에 불복해 서울고등법원에 '공정거래위원회 계열제외 신청 거부처분 취소' 행정소송을 제기했으나 재판부는 공정위의 손을 들어주었고, 현재 대법원 상고하여 심리가 진행 중이다. 금호석유화학 측은, 채권단이 대주주이고 워크아웃 하에서 지배력의 행사가 기업구조조정촉진법(기촉법)에 의하여 제한되어있는 경영자인 박삼구 회장의 사실상 지배력을 공정위와 법원이 인정한 부분에 대하여 강력 항의하며, 대법원의 판단을 기다리고 있다. 만약 대법원이 계열제외 소송에서 금호석유화학의 손을 들어준다면, 금호아시아나그룹의 계열주(동일인)은 박삼구 회장에서 금호산업 또는 금호타이어가 되고 그룹 회장으로써의 지위는 무색해 질 수 있다. 2014년 금호타이어와 금호산업의 워크아웃 졸업 여부가 관건인 상황에서 본 사건은 워낙 이례적인 케이스라 재계와 언론계, 법조계 등 세간의 주목을 받고 있다.

### 검찰 압수수색 (2011.4.12)
"제 2차 형제의 난"으로 불린다. 2011년 4월 12일, 서울남부지방검찰청 형사 6부(차맹기 부장검사)는 수십억원대 비자금 조성 의혹을 수사하기 위해 금호석유화학 본사(당시 종로구 신문로가) 및 협력업체를 압수수색했다. 이 날은 박찬구 회장이 협회장 자격으로 전 세계 61개 합성고무기업을 초청해 제52차 IISRP(세계합성고무생산자협회) 서울총회를 개최한 첫 날이기도 했다. 압수수색 당시 혐의는 ‘비자금 조성’이었으나 소환 당일 ‘미공개 정보이용을 통한 주가조작’혐의가 추가되며, 검찰 소환조사 과정에서 박삼구 그룹회장측의 차명계좌가 발견되기도 했으나 남부지검은 이에 대해 무혐의 처분을 내린다. 박삼구 회장 측에 의한 기획수사 논란 속에서도 검찰은 이례적으로 압수수색을 한지 약 8개월 만인 12월 2일 구속영장을 청구하였으나 영장실질심사에서 증거불충분과 범죄혐의에 대한 소명부족 등의 이유로 영장은 기각되었다. 2011년 12월 18일 검찰은 박찬구 회장을 불구속 기소했으며, 2012년 6월 25일 서울남부지방법원에서 1차 공판이 시작됐다. 2014년 1월 16일, 1심 선고 판결에서 재판부는 횡령과 내부정보이용에 대해 무죄를 선고하고, 일부 배임 혐의를 인정해 징역 2년 6개월, 집혱유예 4년을 선고했다. 집행유예 선고와 함께 재계에서는 두 형제의 화해 가능성을 조심스레 점치고 있다.

### 기업어음(CP)관련 소송 (2009.12)
대우건설 유동성 위기가 가시화되자, 금호아시아나그룹은 그룹 물류통합을 명분으로 현금이 풍부한 대한통운에서 자금을 조달하기 시작한다. 2008년 한국복합물류 지분 100%(1,591억원), 금호렌터카 렌터카 사업부 양수(3,072억원), 2009년 아시아나공항개발 지분 100%(552억원), 아스공항 지분 50%(241억원), 금호터미널 지분 100%(2,190억원) 등 총 7,647억원에 달하는 자금이 대한통운에서 금호로 유입된다. 2009년 2월에는 유상감자를 통해 1조5,238억원이 주주인 아시아나항공, 대우건설 등 금호로 유입된다. 그럼에도 불구하고 유동성이 해결되지 않자, 금호석유화학, 아시아나항공 등 계열사에 4,270억원의 기업어음(CP)를 발행하기에 이른다.

### 상표권 분쟁 (2015.7.17)
2007년 금호아시아나그룹은 지주회사로 전환하기 위한 작업을 시작한다. 금호산업과 금호석유화학을 그룹의 양대 지주회사로 하기로 하고 금호종금을 우리PE에 매각하고, 계열사간 지분구조와 상표권 등을 정리한다. 금호산업과 금호석유화학은 '금호아시아나'와 소위 윙마크'^'를 공동 상표권자로 등록한다. 하지만 양대 지주회사에 공동 상표권자의 지위를 가진 채, 금호아시아나그룹은 그룹의 지주회사 본부를 금호산업의 본부체제 하에 두기로 하고 '전략경영본부'를 신설, 산하에 회장비서실, 법무, 전략기획, 홍보 등의 팀들을 배치한다. '전략경영본부'는 그 활동에 따른 비용을 각 계열사로부터 갹출하기로 하고, 상표권 사용료로 각 계열사로부터 전년도 매출액의 0.1%를 징수하기로 한다. 그러나 금호아시아나그룹의 그룹본부가 금호산업 내에 소속되다 보니 그 비용처리에 대해서 문제가 발생할 소지가 생겼다. 금호석유화학이 공동 상표권자이기 때문에 금호산업에 상표권료를 낼 수가 없었던 것. 금호석유화학으로부터 상표권료를 받지 않을 수도 없는 상황을 해결하기 위해 양사는 금호 브랜드의 실소유권은 금호산업에 있다는 합의서를 작성한다.
대우건설 M&A에 고무된 금호그룹이 2007년 지주회사 체제로 성공적으로 전환한 이후 2008년 대한통운 M&A까지 손을 대다 유동성 위기에 빠져 2009년 말 '워크아웃'에 돌입하고, 2010년 초, 금호아시아나그룹이 <박삼구 회장의 금호타이어>와 동생 <박찬구 회장의 금호석유화학> 2개 그룹으로 경영권을 정리하면서부터 '상표권' 문제가 대두 된다. 2010년 경영에 복귀한 금호석유화학 박찬구 회장은 모든 문서서식과 명함 등에서 그룹 윙마크'^'를 떼고 금호아시아나그룹과 차별화한다. 금호라는 브랜드를 계속 사용할 것이냐는 논란도 있었지만, 2011년 2월 여수 제2공장 준공식에서 있었던 기자간담회에서 '금호'라는 브랜드는 아버지의 유산으로 계속 사용할 것임을 천명했다.
하지만 그 당시 금호석유화학에 대한 국세청 정기 세무조사에서 금호석유화학은 1) 2009년까지 금호아시아나그룹에 공동 상표권자이면서도 지급했던 상표권료에 대한 손비 불인정, 2) 공동 상표권자로써 현재까지 각 계열사(금호타이어, 아시아나항공 등)로부터 받지 않은 상표권료에 대한 매출 누락, 2가지 처분을 받게 되고 막대한 세금을 추징당한다. 금호석유화학 측은 1번 손비불인정에 대해 국세청에 '합의서'를 제출하면서까지 막으려 했으나 국세청은 이를 인정하지 않은 것으로 알려졌다. 2번의 항목은 금호석유화학으로써도 나쁠 것은 없는 듯 하다. 국세청의 이러한 처분은 금호석유화학을 상표권자로써 인식하게끔 하는 조치였던 것 같다. 하지만 이와 같은 일련의 과정을 겪으면서도 상표권 분쟁이라 부를 만한 양측의 싸움은 아직 촉발되지 않았다.
2012년 5월 금호아시아나그룹 박삼구 회장은 금호석화 주식을 처분한 돈으로 금호타이어와 금호산업에 제 3자배정 유상증자 형식으로 오너 주주로써 정식 복귀한다. 2012년 6월 금호산업은 ‘금호’ 브랜드와 관련 아시아나항공, 금호타이어, 금호석유화학 등에 상표권 사용료를 종전 매출액의 0.1%에서 0.2%로 높여 징수하겠다고 공시하였고 이에 금호석화는 브랜드 사용료를 낼 수 없다고 반박하며 '상표권 분쟁'이 시작된다.
금호석유화학은 곧바로 보도 자료를 내어, 2009년 이후 윙마크와 금호아시아나그룹이라는 명칭을 사용하지도 않았고 '금호'라는 상표는 창업주 '박인천'회장의 아호로 사용하지 못하게 할 아무런 명분도 없고, 대법원 판례에도 비슷한 경우 형제들이 공유하도록 되어 있으며, 또한 당시 금호석유화학은 이사회 절차를 거쳐서 상표권 자산을 매각하지도 전체를 양도한 바도 없다 라고 주장하였다. 그 해 2012년 말 금호산업과 금호타이어 등은 2009년 워크아웃 돌입 직전 금호석유화학 및 계열사에게 떠넘겼던 CP(기업어음) 만기 대금과 본인들이 공시했던 상표권료를 상계처리 하였고, 계열사인 금호피앤비화학은 이에 대해 지난 6월 금호산업을 상대로 '어음금 반환 청구 소'를 제기한 상태이다. 금호아시아나그룹은 이에 대해 '상표권료 청구의 소' 정도로 대응할 것으로 알려지고 있다.
2015년 7월 17일 서울중앙지방법원 민사12부(부장판사 이태수)는 금호산업이 금호석화 등을 상대로 낸 상표권이전등록 등 청구 소송에서 원고 패소로 판결했다. 고(故) 박인천 금호아시아나그룹 창업주의 3남인 박삼구 금호아시아나그룹 회장(70)은 4남인 박찬구 금호석화 회장을 상대로 아버지의 호인 ‘금호’의 상표권은 지주회사인 금호산업이 실소유자라며 소송을 냈다. 그러나 재판부는 “금호산업과 금호석화 사이에 명의신탁 약정이 체결됐다고 볼 만한 문서가 없다”며 “금호산업에서 금호석화로 상표지분이 이전되기 이전에 금호산업이 상표의 권리자임을 인정할 아무런 문서도 없다”고 밝혔다. 금호산업과 금호석화가 작성한 상표사용계약서에 대해서도 “계약서상에는 금호산업과 금호석화 사이에 상표 서비스표에 관한 실질적 권리자는 금호산업 측이라는 내용이 기재돼 있으나 이는 금호산업이 상표권의 공동권리자인 금호석화로부터 상표사용료 명목의 돈을 징수할 근거를 마련하기 위한 법적 장치에 불과하다”고 판단했다. 금호아시아나그룹은 판결 직후 “금호 상표권은 1972년에 설립한 지주회사 금호산업의 전신인 금호실업이 최초로 사용한 뒤 금호아시아나그룹이 30년 넘게 상표권의 출원, 등록, 관리를 해왔다”며 “1심 판결문을 받는 대로 고등법원에 항소할 것”이라고 말했다.
2016년 6월 16일, 금호아시아나그룹의 항소 이후 상표권 2심 선고를 하루 앞두고 서울고등법원 민사4부는 별안간 해당 사건을 조정절차로 전환한다. (조정 기일은 7월 18일) 그러나 기일보다 일주일 앞당긴 7월 11일 양측이 만나 조정 절차를 논의했고, 금호아시아나그룹이 조정을 위한 제안사항을 전달할 의사가 있다고 하며 조정 기일은 다음달인 8월 22일로 연기되었다.

### 소송 취하 (2016.8.10)
2016년 8월 10일, 금호석유화학이 박삼구 회장 및 금호아시아나그룹 관계자에 대한 소송을 모두 취하하였다. 소송 취하의 배경에 대해 다음날인 11일 금호석유화학은 '글로벌 경제상황과 경쟁여건의 불확실성이 높아지고 산업별 구조조정의 압박을 받고 있는 상황에서 경제주체간의 부득이한 갈등은 국내 제도와 정서상의 한계에 부딪혔다'며 '스스로의 가치를 제고하고 주주에게 이익을 되돌려주는 기업 본연의 목적에 더욱 집중하고자 모든 송사를 내려놓고 각자의 갈길을 가기로 결정하였다'고 입장을 발표. 박찬구 금호석유화학그룹 회장도 11일 매일경제와의 인터뷰에서 지쳤다는 말과 함께 강자(금호석유화학)가 자비를 베푸는 것이 맞다고 생각한다고 밝힘.
이번 소 취하로 인해 금호석유화학이 아시아나항공 이사진을 상대로 서울남부지검에 낸 '특정경제범죄가중처벌법상 배임 사건'과, 박삼구 회장 및 기옥 전 대표이사를 상대로 서울고등법원에 항소한 '기업어음(CP) 부당지원 손해배상 청구소송' 등 2건의 소송이 해결되게 됐다. 금호아시아나그룹은 이에 대해 '결정을 존중하고 고맙게 생각한다'고 답했다.

## 사업장 안내

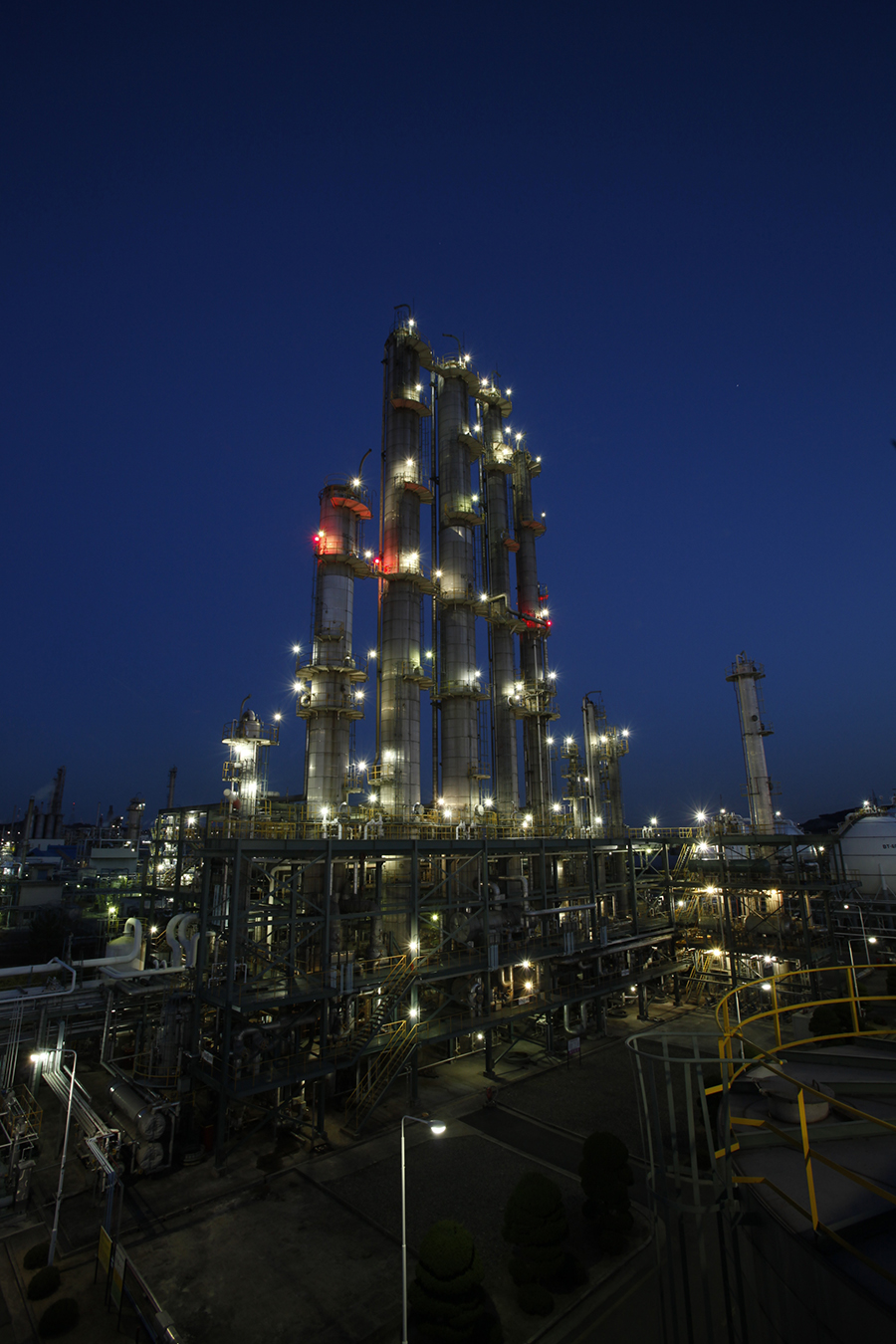
금호석유화학 울산공장 전경

- 금호석유화학 본사: 서울특별시 중구 청계천로 100 시그니쳐타워 동관 10층~14층
- 금호석유화학 중앙연구소: 대전광역시 유성구 유성대로 1557
- 금호석유화학 광주영업사무소: 광주광역시 서구 상무민주로 121
- 금호석유화학 대구영업사무소: 대구광역시 북구 칠곡중앙대로 461 이조빌딩 4층
- 금호석유화학 부산고무사업소: 부산광역시 금정구 중앙대로 1925 금정빌딩 12층
- 금호석유화학 부산수지사업소: 부산광역시 금정구 중앙대로 1925 금정빌딩 12층
- 금호석유화학 울산고무공장: 울산광역시 남구 상개로 64
- 금호석유화학 울산수지공장: 울산광역시 남구 처용로 260-257
- 금호석유화학 여수고무제1공장: 전남 여수시 여수산단3로 118
- 금호석유화학 여수고무제2공장: 전남 여수시 산단중앙로 331
- 금호석유화학 여수정밀화학공장: 전남 여수시 여수산단2로 227
- 금호석유화학 여수제1에너지: 전남 여수시 여수산단2로 46-51
- 금호석유화학 여수제2에너지: 전남 여수시 여수산단2로 223-84
- 금호석유화학 아산공장: 충남 아산시 신창면 온천대로 958
- 금호석유화학 예산건자재공장: 충남 예산군 고덕면 예덕로 1033-9
- 금호석유화학 화성단열재공장: 경기도 화성시 정남면 발안로 1093

## 노사관계
2020년 기준으로 1사 3노조 체재를 이루고 있다. 2010년부터 3년간 이어진 경영정상화 기간 중에는 2년간의 임금동결이 시행됐다. 2010년 노사문화대상(고용노동부장관상), 2012년 고용창출우수기업을 각각 수상한 바 있다.